# Milions
Milions (títol original: Millions) és una pel·lícula britànica dirigida per Danny Boyle, estrenada el 2004. Ha estat doblada al català.

## Argument
Alguns dies abans del canvi a l'euro a la Gran Bretanya, Damian, un jove de set anys apassionat per la història dels sants, es troba casualment en possessió d'un sac que conté una part del botí d'un robatori. Pensant que es tracta d'un regal diví, s'adona ràpidament que només li queden alguns dies per gastar aquests diners caiguts del cel. Damian considera distribuir-ho entre els més desproveïts, mentre el seu germà gran Anthony suggereix més prosaicament invertir en immobles.

## Repartiment
- Alexander Nathan Etel: Damian
- Lewis Owen McGibbon: Anthony
- James Nesbitt: Ronnie
- Daisy Donovan: Dorothy
- Christopher Fulford: l'home

## Crítica
- Un film familiar de desbordant imaginació i sorprenentment alegre. (...) Puntuació: ★★★★ (sobre 4)"[3]
- "Una sincera i delicada pel·lícula de nens que va sobre la vida, la mort i tot el que hi ha entremig"[4]
- "Un treball gairebé miraculós de Mr. Boyle (...) una pel·lícula que és alegrement divertida i enormement inventiva"[5]